# 吉村司郎
吉村 司郎（よしむら しろう、1926年11月2日 - 2013年4月29日）は、日本の経営者。服部セイコー（現在のセイコーグループ）社長を務めた。

## 経歴
東京都出身。1948年に慶應義塾大学経済学部を卒業し、同年に服部時計店（現在のセイコーグループ）
に入社。。1975年5月に取締役に就任し、1977年6月に常務、1981年8月に専務、1987年7月に副社長を経て、同年9月に社長に就任。1991年6月に副会長に就任し、1993年6月に取締役を経て、1995年6月から相談役を務めた。
2013年4月29日敗血症のために死去。86歳没。